# おやき
おやき（お焼き、御焼き）は、小麦粉・蕎麦粉などを水で溶いて練り、薄くのばした皮で小豆、野菜などで作った餡（具材）を包み、焼いた食品である。形状は円形で、直径8～10cm程度が一般的。長野県の郷土料理として知られる。焼き餅、あんびん、ちゃなこ、はりこしなどとも呼ばれる。長野県は「焼き餅」の名称で「長野県選択無形民俗文化財（味の文化財）」に選択している。

## 概要
長野県の寒冷地である北信地方や安曇野地方発祥で、冬季における米の代用食として各家庭に受け継がれ、お盆の毎年8月14日には仏前の供物として備える風習があったが、次第に観光資源としての価値が高まるにつれて、おやきを常食する食文化のない地域までも含めた長野県全域の名物として広まった。和菓子店などでも販売されていたが、1980年代後半以降には、おやきの専門店も登場した。同様の粉物（こなもん）食品は長野県のみならず、気候や地形・水利の関係で稲作が難しく、かつては麦や雑穀類を主食としていた日本各地の畑作地帯や山村に伝承されている。

## 製法

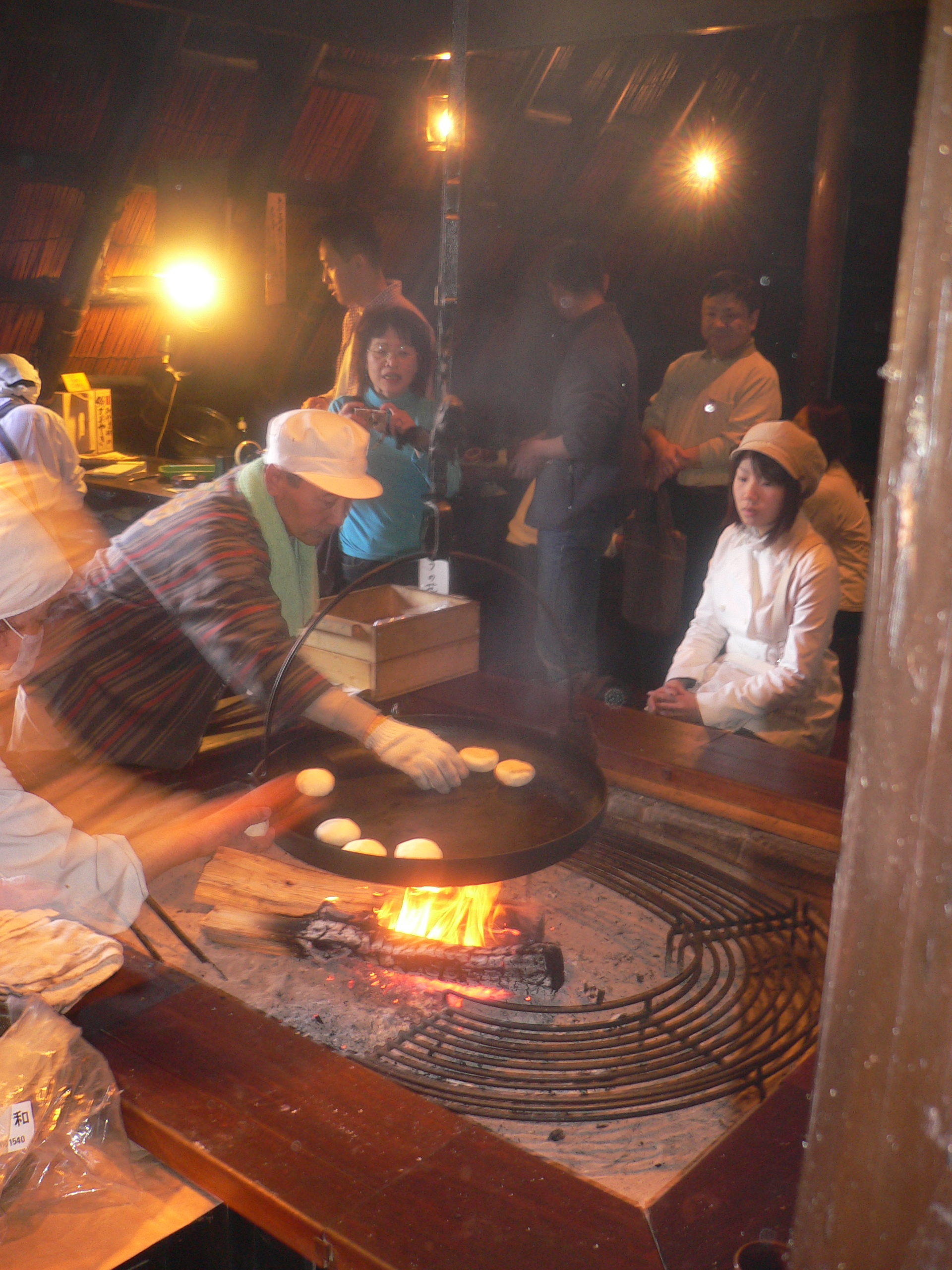
小川村のおやきの製造実演の様子。平鍋で表面を乾かした後、囲炉裏の灰に埋めて蒸し焼きにする。

長野県の多くの地域は、急峻な地形や寒冷な気候ゆえに米の栽培に適さない。したがって、米の代わりにコムギやソバを栽培し、原料とした食品が古くから食べられていた。おやきはその一つであり、小麦粉や蕎麦粉を練って作った皮で具を包む。一方、豪雪地帯の下水内郡栄村は、小麦の栽培に適さない代わりに稲作には向いているため、米粉を原料とした「あんぼ」というおやきが作られてきた。
あんの材料には野菜・山菜が用いられるのが一般的。長野県の名物である野沢菜漬もよく入れられる。このほか茄子、おから、きのこ、かぼちゃ、切り干し大根、複数の野菜を混ぜたもの、胡桃など様々な種類がある。野菜・山菜のあんは、あらかじめ味噌、塩、しょうゆなどで味付けをしておく。明治初期の記録では、一番多く使用されていたの野菜類はカブであり、穀物の補助的役割を果たしていた。太平洋岸・日本海沿岸と交流が多かった地区では、塩秋刀魚や鰯など魚をあんに用いることもあった。小豆餡やかぼちゃ餡、栗あずき、りんごを甘く煮詰めたものを入れた甘い菓子風のおやきもある。地元住民の軽食や観光客向けの土産物として広まるにつれ、カレー味やチーズ入りのピザ風おやきなど一段と多彩になっている。おやきを鍋のシメに入れる「おやき鍋」という食べ方もある。
元は小麦粉や雑穀粉の皮であんを包み、焙烙で表面を軽く焼いて乾かしてから囲炉裏の熱い灰に埋め、蒸し焼きにした食品だった。また、風味づけのためにシソなどの葉で包んで蒸す、蒸し器の中にササやミョウガなど葉を敷などの方法がある。しかし各家庭から囲炉裏が無くなった現代では、油を引いた鉄板で焼くか、オーブンなどで焙り焼きにする。長野市中心部など善光寺平（長野盆地）では、「お焼き」の名前ながら蒸篭や蒸し器で蒸すのが一般的である。

## 販売
現在ではコンビニエンスストアに置かれたり、冷凍されたおやきが通信販売で全国に出荷されているほか、海外の催しにも出品している。
高速道路のパーキングや土産物屋の一部では、中身をおやき特有の具に差し換えただけの中華まんが「おやき」として売られていることがある。

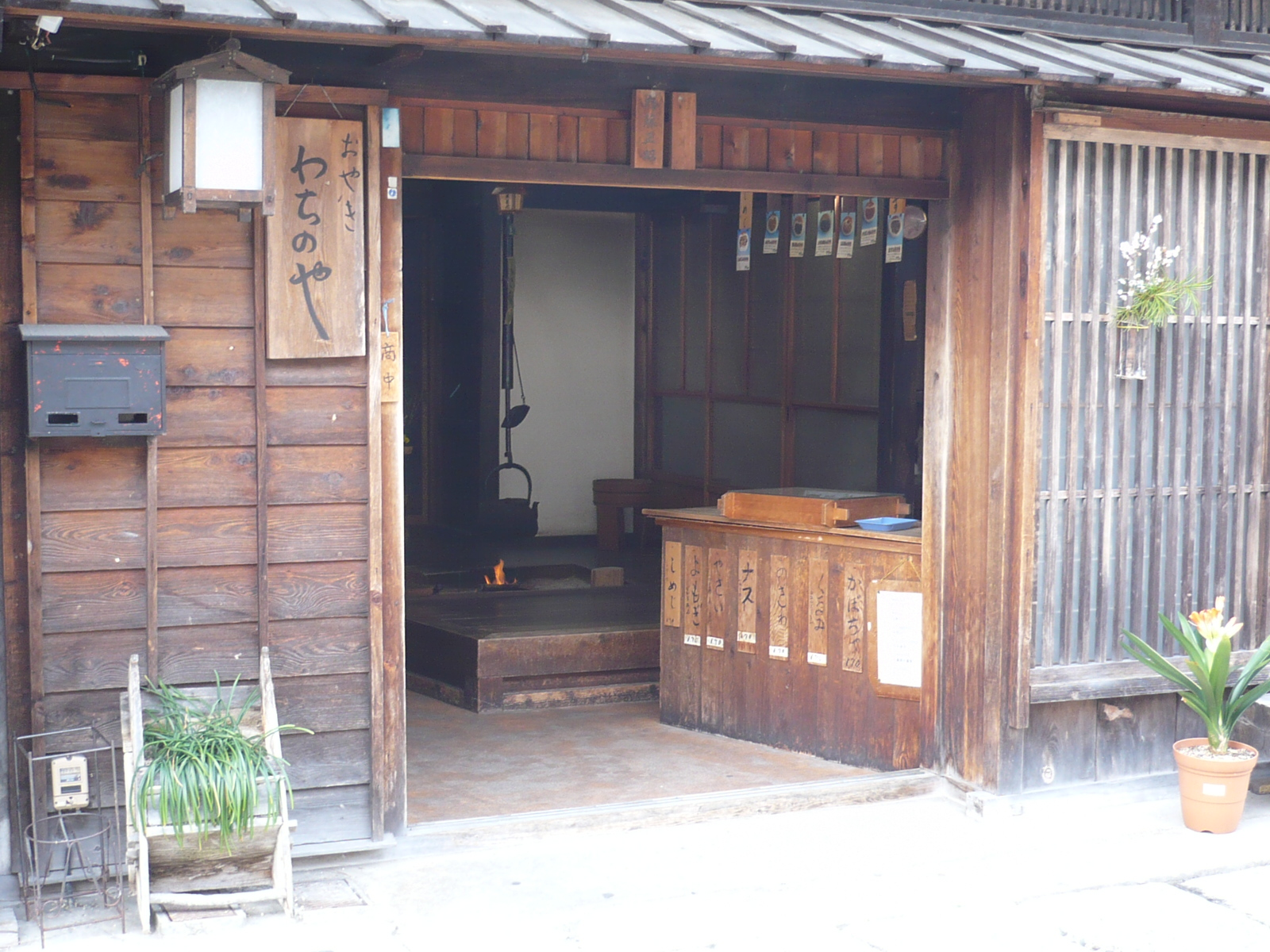
妻籠宿
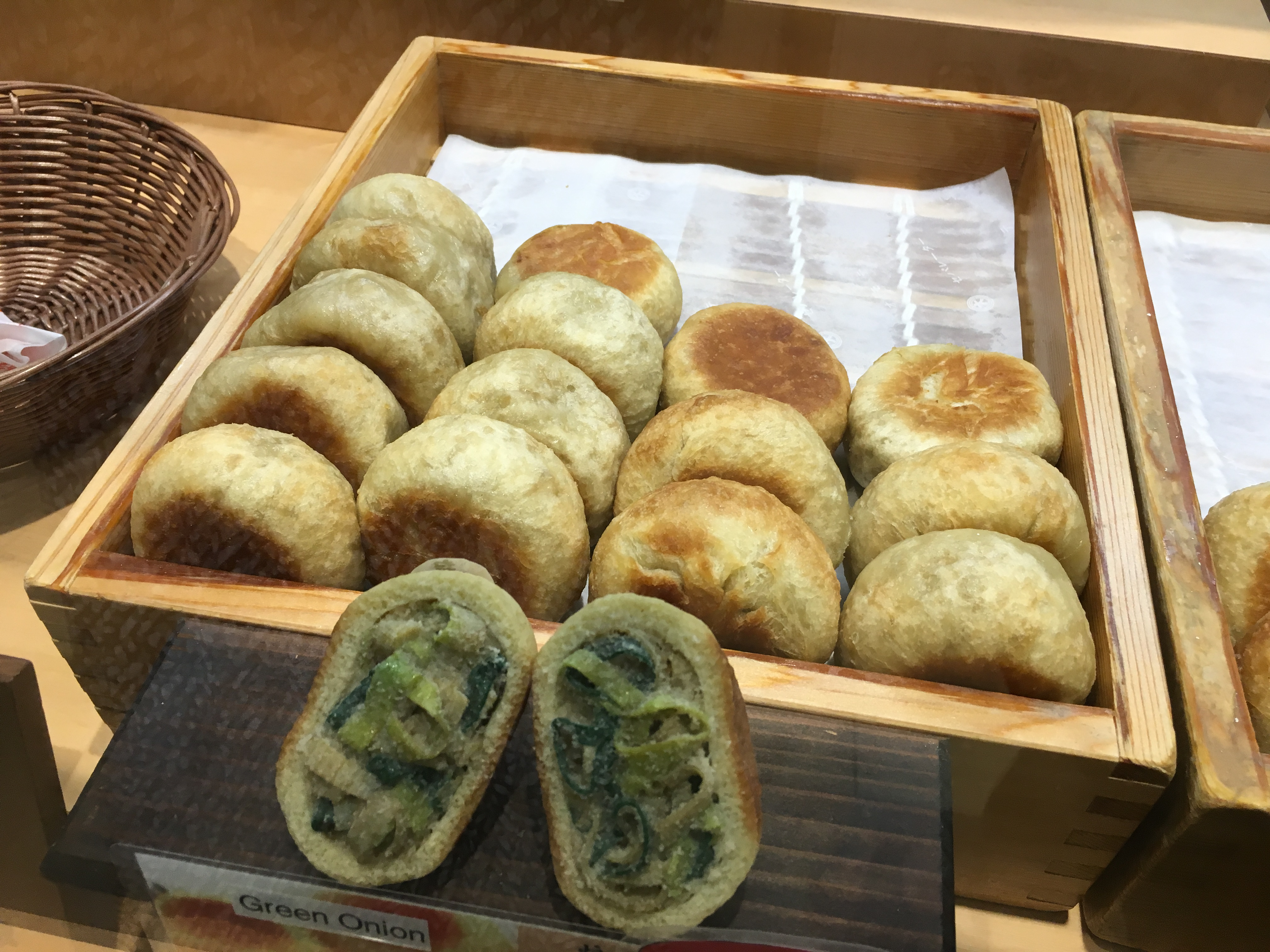
長野市
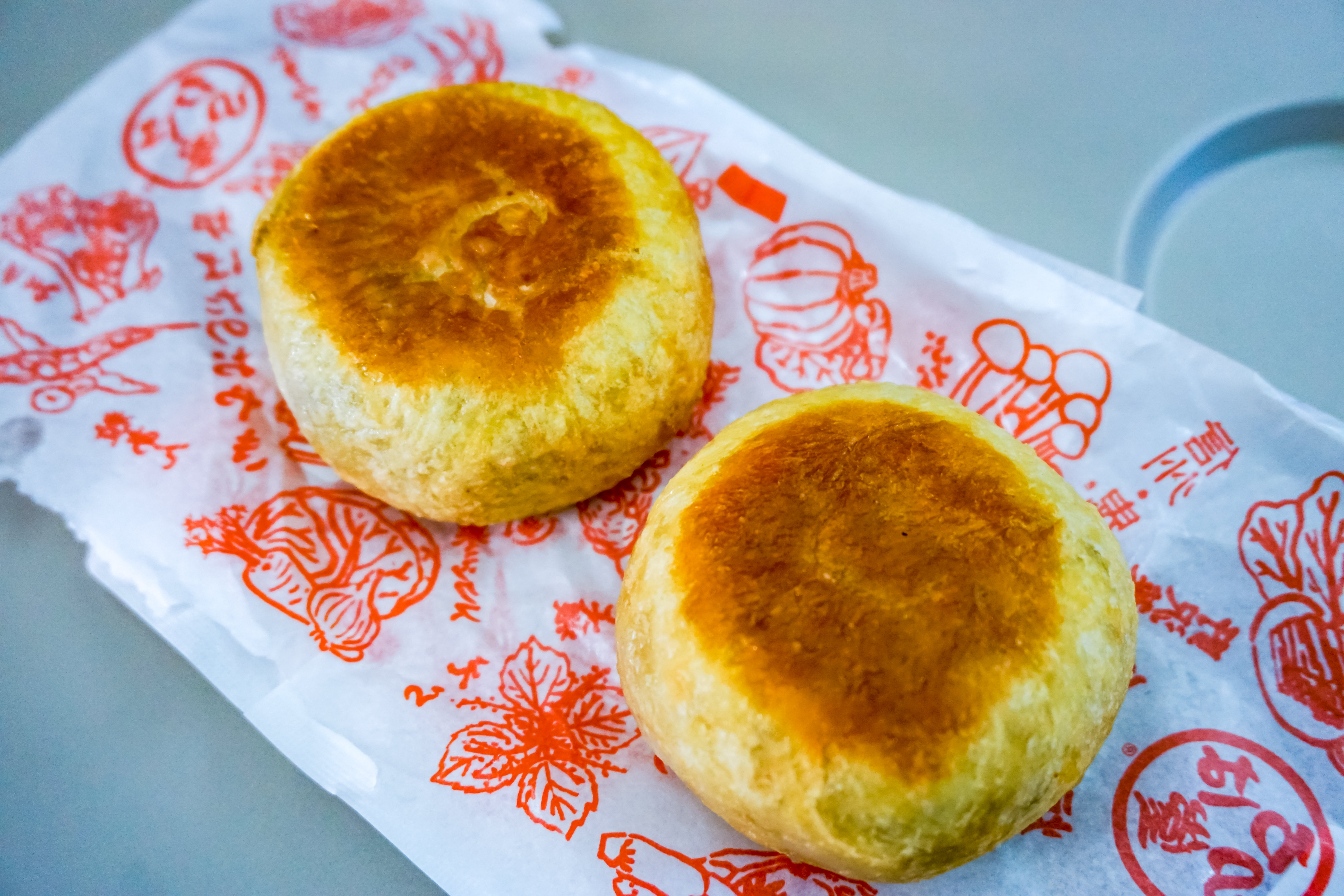
長野市、ねぎみそ、ぶなしめじ
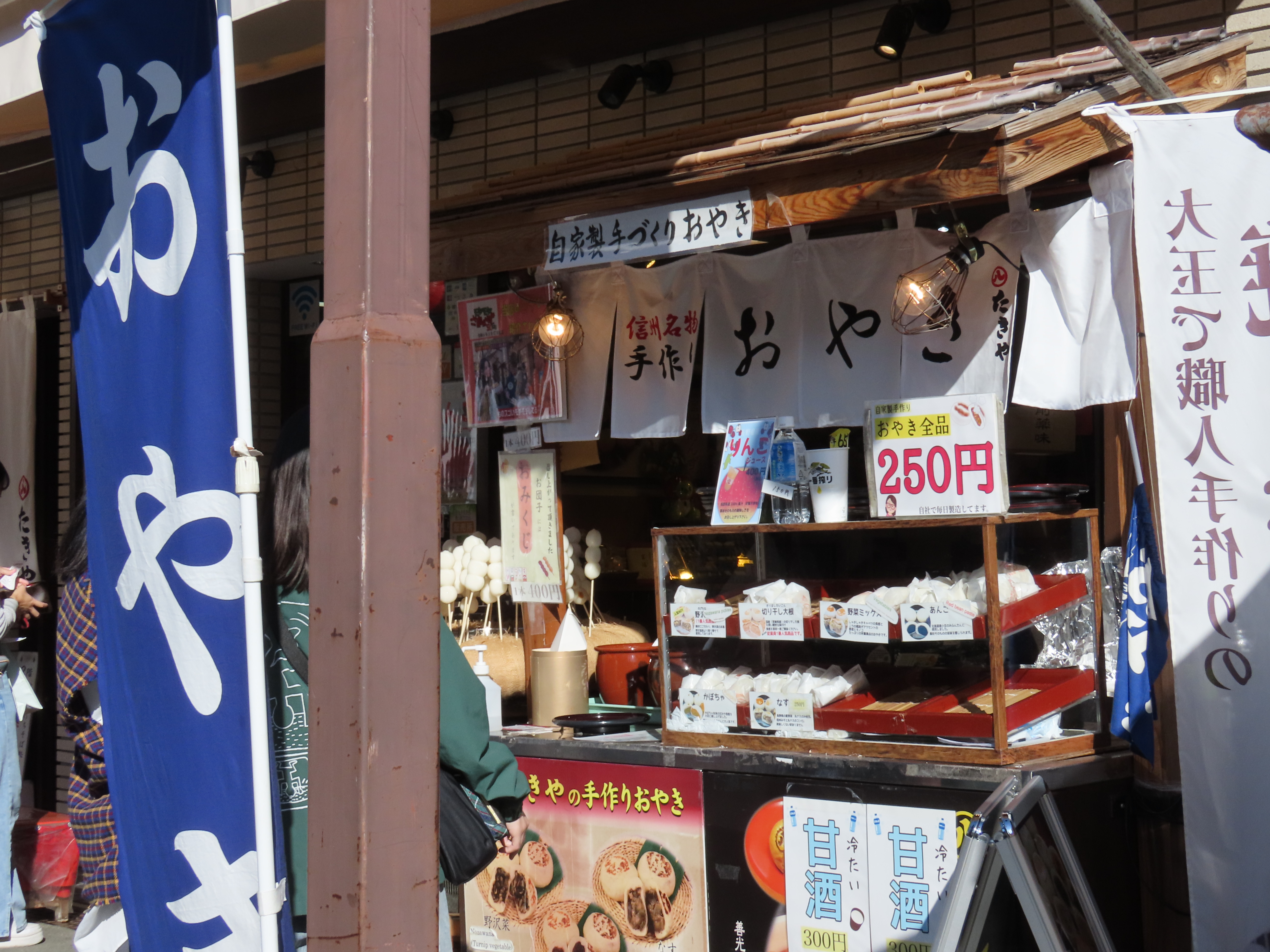
善光寺仲見世通りの店
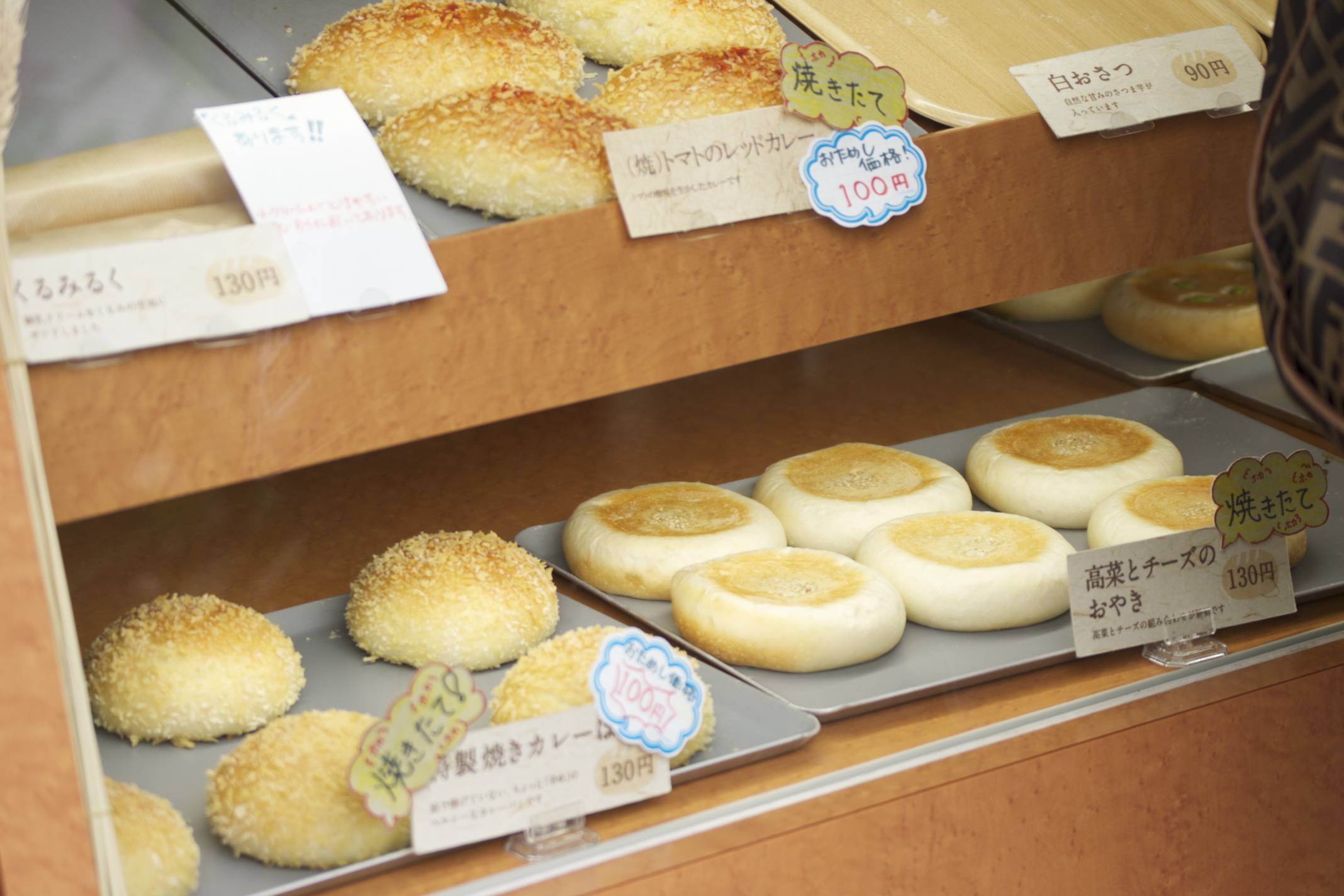
豊中稲荷神社近くの店
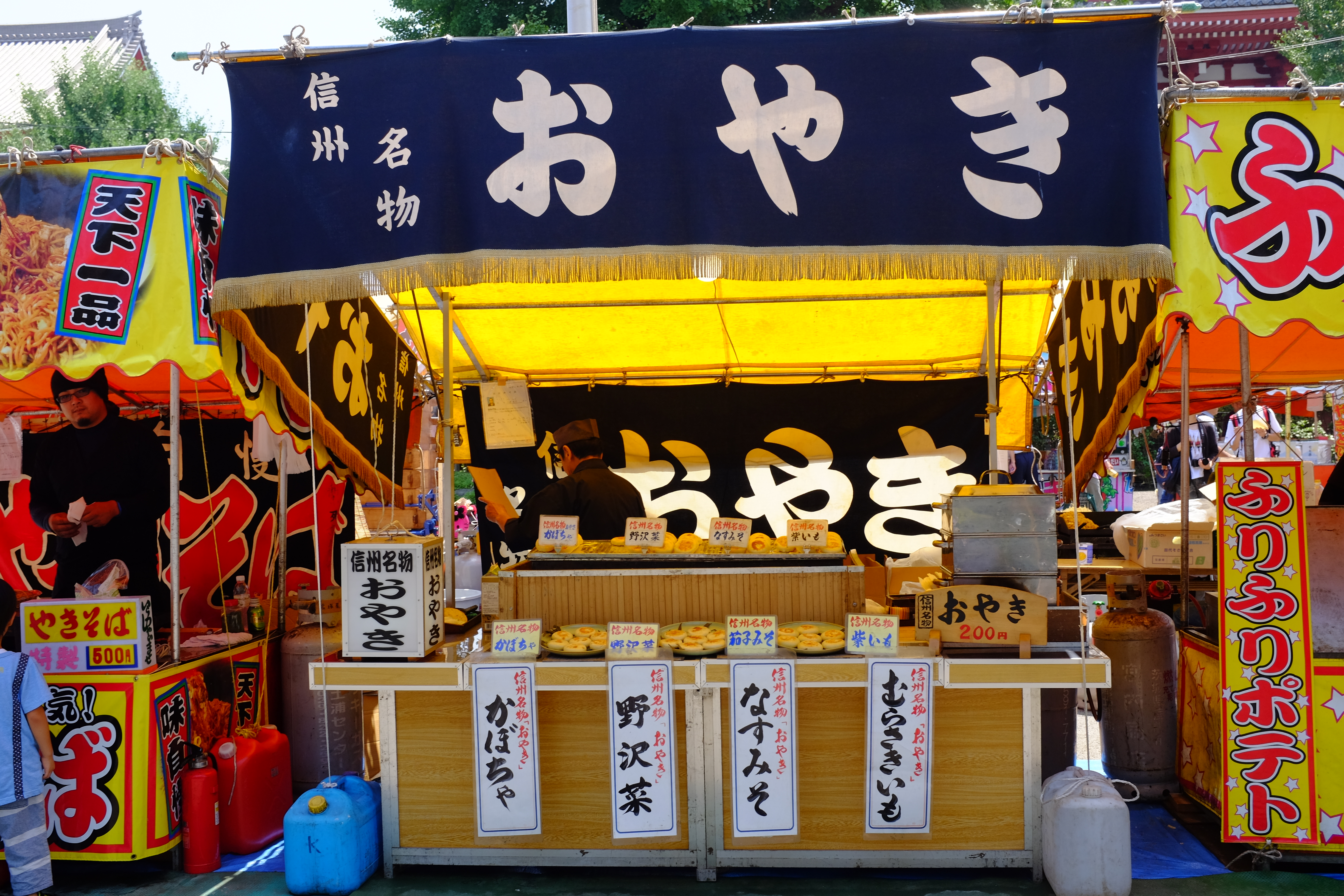
浅草の出店

## メディアへの登場
『水曜どうでしょう』の「対決列島」企画で、長野対決の種目となった。